# Flersguterjunge
Flersguterjunge ist das fünfte Soloalbum des deutschen Rappers Fler. Es erschien am 11. Juni 2010 über das Label ersguterjunge als Standard- und Premium-Edition.

## Entstehungsgeschichte
Nach Flers Trennung von seinem Label Aggro Berlin fand Anfang 2009 eine Aussöhnung mit seinem Freund Bushido statt, bei dessen Label ersguterjunge er einen Autorenvertrag unterschrieb. Vor dem Album änderte er, nach eigener Aussage, seinen Rapstil. Im Interview mit Mixery Raw Deluxe sagte er, dass sein Album Flersguterjunge heiße, da er ganz mit Aggro Berlin abgeschlossen habe.

## Produktion
Die Beats für das Album wurden nahezu alle in Zusammenarbeit von Beatzarre und Djorkaeff produziert. Lediglich das Instrumental zum Song Engel der Nacht stammt von Michael Popescu.

## Covergestaltung
Das Albumcover ist in schwarz-weiß gehalten. Es zeigt Flers Gesicht, die linke Hand am Kinn. Am oberen Bildrand steht in kleiner Schrift ersguterjunge präsentiert und am unteren Rand in großen weißen Buchstaben *flersguterjunge*.

## Gastbeiträge
Auf acht Songs des Albums sind andere Künstler vertreten. So ist Flers Labelboss Bushido gleich auf vier Stücken (Blaulicht bei Nacht, Flersguterjunge, Das alles ist Deutschland, Mit dem BMW) zu hören. Der Kollabopartner von Fler auf Südberlin Maskulin Silla rappt einen Part auf Kopfgefickt, während der Rapper Reason bei Halt mich fest und Zu viel geweint in Erscheinung tritt. Außerdem singt Prinzen-Mitglied Sebastian Krumbiegel den Refrain zu Das alles ist Deutschland. Des Weiteren ist der ersguterjunge-Rapper Kay One auf Zu viel geweint vertreten, während die Sänger von Puls beim Lied Engel der Nacht zu hören sind.

## Titelliste
| #      | Titel                       | Gastmusiker                      | Produzent               | Länge |
| ------ | --------------------------- | -------------------------------- | ----------------------- | ----- |
| 1      | Intro                       |                                  | Beatzarre und Djorkaeff | 0:39  |
| 2      | Neues Ich                   |                                  | Beatzarre und Djorkaeff | 3:24  |
| 3      | Los, lauf!                  |                                  | Beatzarre und Djorkaeff | 3:35  |
| 4      | Alles gefickt               |                                  | Beatzarre und Djorkaeff | 3:48  |
| 5      | Blaulicht bei Nacht         | Bushido                          | Beatzarre und Djorkaeff | 3:09  |
| 6      | Flersguterjunge             | Bushido                          | Beatzarre und Djorkaeff | 3:21  |
| 7      | Das alles ist Deutschland   | Bushido und Sebastian Krumbiegel | Beatzarre und Djorkaeff | 3:38  |
| 8      | Alles ist vergänglich       |                                  | Beatzarre und Djorkaeff | 3:12  |
| 9      | Schwer erziehbar 2010       |                                  | Beatzarre und Djorkaeff | 3:31  |
| 10 (*) | Immer noch derselbe         |                                  | Beatzarre und Djorkaeff | 3:01  |
| 11     | Halt mich fest              | Reason                           | Beatzarre und Djorkaeff | 3:32  |
| 12     | Ich spiel, um zu gewinnen   |                                  | Beatzarre und Djorkaeff | 3:41  |
| 13     | Kopfgefickt                 | Silla                            | Beatzarre und Djorkaeff | 3:51  |
| 14     | Russisch Roulette           |                                  | Beatzarre und Djorkaeff | 3:19  |
| 15     | Gewaltbereit                |                                  | Beatzarre und Djorkaeff | 2:55  |
| 16     | Labelboss Skit              |                                  | Beatzarre und Djorkaeff | 1:25  |
| 17     | Bis zum Hals in der Scheiße |                                  | Beatzarre und Djorkaeff | 3:09  |
| 18 (*) | Zu viel geweint             | Reason und Kay One               | Beatzarre und Djorkaeff | 3:56  |
| 19     | Wer hätte das gedacht?      |                                  | Beatzarre und Djorkaeff | 3:41  |
| 20 (*) | Engel der Nacht             | Puls                             | Michael Popescu         | 4:20  |
| 21 (*) | Mit dem BMW                 | Sonny Black (alias Bushido)      | Beatzarre und Djorkaeff | 3:37  |

(*) Die Titel 10; 18; 20 & 21 sind nur auf der Premium-Edition enthalten.

## Chartplatzierungen und Singles
Flersguterjunge stieg in der 26. Kalenderwoche des Jahres 2010 auf Platz 4 in die deutschen Albumcharts ein. In den folgenden Wochen belegte das Album die Positionen 35; 57 und 72, bevor es die Top 100 verließ.
Als erste Single wurde am 4. Juni 2010 Das alles ist Deutschland veröffentlicht, dessen Video einen Tag vorher im Internet Premiere feierte. Die Single konnte auf Platz 28 der Charts einsteigen und sich fünf Wochen in den Top 100 halten. Außerdem wurde zum Song Mit dem BMW / Flersguterjunge ein Video gedreht. Als zweite Single wurde Schwer erziehbar 2010 digital veröffentlicht, konnte sich jedoch nicht in den Charts platzieren.